# 陸前高砂站
陸前高砂站（日语：／ Rikuzen-Takasago eki */?）是位於宮城縣仙台市宮城野區福室二丁目6番10號，東日本旅客鐵道（JR東日本）的仙石線車站。

## 歷史

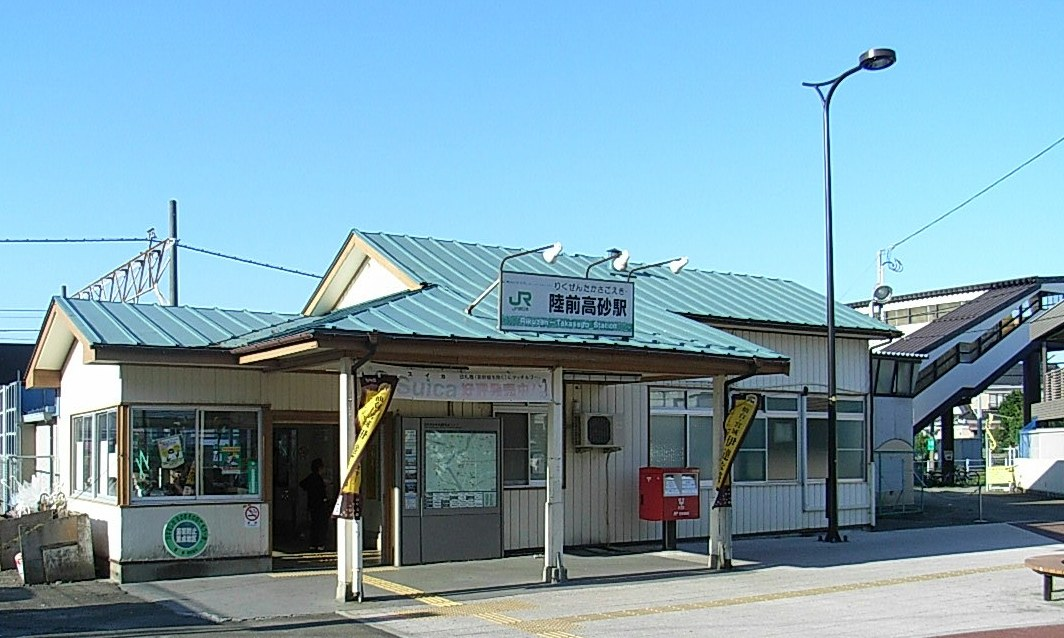
舊車站大樓（2007年10月）

車站名稱取自車站啟用當時的所在地——高砂村。由於鐵道省已經設有高砂站，因此冠以陸前兩字。
- 1925年（大正14年）6月5日：宮城電氣鐵道（日语：宮城電気鉄道）車站啟用。
- 1944年（昭和19年）5月1日：宮城電氣鐵道被國有化，成為運輸通信省車站。
- 1982年（昭和57年）3月：站前多層單車停泊處落成。
- 1987年（昭和62年）4月1日：伴隨國鐵分割民營化，車站由東日本旅客鐵道（JR東日本）營運[1]。
- 2002年（平成14年）12月26日：引入自動閘機。
- 2003年（平成15年）10月26日：此站開始可以使用IC卡「Suica」[2]。
- 2007年（平成19年）：站前迴旋路開始使用。仙台市營巴士、宮城交通的巴士路線改經迴旋路。
- 2010年（平成22年）：引入發車鈴。此日後，仙台市內的仙石線所有車站均引入發車鈴。
- 2011年（平成23年）6月19日：新車站大樓開始使用。
- 2013年（平成25年）4月1日：從直營車站（多賀城站所屬的陸前高砂站在勤）變成業務委託車站（JR東日本東北綜合服務）。

## 車站構造
此站是地面車站，設有2面2線的相對式月台。車站南邊設有車站大樓。兩月台之間設有跨線橋連接。上行月台與下行月台的建造方法有所分別。在車站啟用當初與鄰站福田町站同樣為1面2線的島式月台。現時，曾經為上行線的空間變成了行人路和自動販賣機。
此站由多賀城站管理的業務委託車站，委托了JR東日本東北綜合服務負責車站業務。此站設有綠色窗口（營業時間 6：40～20：30，中途設有休息時間）、自動售票機和自動閘機。此站在JR特定都區市內制度內為「仙台市內」車站。
車站大樓設有小型車站大樓，同時設有較大型的單車停泊處。站前設有迴旅路和站前廣場。此站是「Access 30分鐘構想」其中一座轉乘站。

### 月台
| 月台 | 路線    | 上下行 | 方向             |
| ---- | ------- | ------ | ---------------- |
| 1    | ■仙石線 | 上行   | 仙台、青葉通方向 |
| 2    | ■仙石線 | 下行   | 本鹽釜、石卷方向 |

參考

## 使用狀況
根據「JR東日本」，2019年度（令和元年度）1日平均乘車人次為5,537人。
| 乘車人次變化       | 乘車人次變化     | 乘車人次變化    |
| 年度               | 1日平均 乘車人次 | 參考資料        |
| ------------------ | ---------------- | --------------- |
| 1999年（平成11年） | 4,250            |                 |
| 2000年（平成12年） | 4,284            | [ 利用客数 2 ]  |
| 2001年（平成13年） | 4,197            | [ 利用客数 3 ]  |
| 2002年（平成14年） | 4,115            | [ 利用客数 4 ]  |
| 2003年（平成15年） | 4,329            | [ 利用客数 5 ]  |
| 2004年（平成16年） | 4,489            | [ 利用客数 6 ]  |
| 2005年（平成17年） | 4,603            | [ 利用客数 7 ]  |
| 2006年（平成18年） | 4,669            | [ 利用客数 8 ]  |
| 2007年（平成19年） | 4,670            | [ 利用客数 9 ]  |
| 2008年（平成20年） | 4,849            | [ 利用客数 10 ] |
| 2009年（平成21年） | 4,859            | [ 利用客数 11 ] |
| 2010年（平成22年） | 4,659            | [ 利用客数 12 ] |
| 2011年（平成23年） | 沒有發表         |                 |
| 2012年（平成24年） | 4,788            | [ 利用客数 13 ] |
| 2013年（平成25年） | 5,047            | [ 利用客数 14 ] |
| 2014年（平成26年） | 5,032            | [ 利用客数 15 ] |
| 2015年（平成27年） | 5,098            | [ 利用客数 16 ] |
| 2016年（平成28年） | 5,207            | [ 利用客数 17 ] |
| 2017年（平成29年） | 5,345            | [ 利用客数 18 ] |
| 2018年（平成30年） | 5,438            | [ 利用客数 19 ] |
| 2019年（令和元年） | 5,537            | [ 利用客数 1 ]  |

1日平均乘車人次圖表（單位：人/日）

## 車站周邊
車站位於仙台市都心部東北方的仙鹽地區，也是位於七北田川左岸的舊區。站前廣場連接國道45號。
- 宮城第一信用金庫（日语：宮城第一信用金庫）高砂分店
- 仙台農業協同組合（日语：仙台農業協同組合）高砂分店
  - 農產物直銷處七夕高砂店
- 東北醫科藥科大學（日语：東北医科薬科大学）福室校園
  - 東北醫科藥科大學醫院（日语：東北医科薬科大学病院） - 步行10分鐘
- 國道45號 - 步行1分鐘
- 仙台福室郵局
- 仙台Korona World（日语：コロナワールド）
- 仙台海之杜水族館（日语：仙台うみの杜水族館）

## 巴士路線
- 1：【仙台市營巴士】[J200][J205]經宮城野區公所、仙台站（日语：仙台駅のバス乗り場）交通局東北大學醫院前（日语：仙台市交通局木町通駐車場#交通局大学病院前バス停）、[X200]經宮城野區公所、仙台站八幡町、川内（營）（日语：仙台市交通局川内営業所）
- （沒有編號）：【宮城交通（日语：宮城交通）】經仙台站、縣舍（日语：宮城県庁舎）市政廳（日语：仙台市役所）地下鐵泉中央站、經中野榮站仙台港（日语：仙台港）渡輪碼頭
- 2：【仙台市營巴士】[85][205]高砂市營住宅西、[R18]新濱、岡田、荒井站、[80][200]蒲生（中野新町）
- 3：【仙台市營巴士】[88]余目、[X88]余目、東仙台（營）（日语：仙台市交通局東仙台営業所）、[78]經田子西市營住宅小鶴新田站

## 其他
在2008年秋天播放的漫畫「神薙」中，雖然沒有明言提及，但是故事背景設定都以宮城縣仙台市周邊作為參考，在漫畫中可看見此站與周邊風景。

## 相鄰車站
東日本旅客鐵道（JR東日本）
■仙石線
福田町－陸前高砂－中野榮

## 注腳

### 使用狀況
1. 1 2  . 東日本旅客鐵道.   [2020-07-12]. （原始内容存档于2020-07-10） （日语）.
2. ↑  . 東日本旅客鐵道.   [2019-02-09]. （原始内容存档于2019-03-28） （日语）.
3. ↑  . 東日本旅客鐵道.   [2019-02-09]. （原始内容存档于2019-03-28） （日语）.
4. ↑  . 東日本旅客鐵道.   [2019-02-09]. （原始内容存档于2019-03-28） （日语）.
5. ↑  . 東日本旅客鐵道.   [2019-02-09]. （原始内容存档于2019-03-28） （日语）.
6. ↑  . 東日本旅客鐵道.   [2019-02-09]. （原始内容存档于2019-03-28） （日语）.
7. ↑  . 東日本旅客鐵道.   [2019-02-09]. （原始内容存档于2019-03-28） （日语）.
8. ↑  . 東日本旅客鐵道.   [2019-02-09]. （原始内容存档于2019-03-28） （日语）.
9. ↑  . 東日本旅客鐵道.   [2019-02-09]. （原始内容存档于2019-03-28） （日语）.
10. ↑  . 東日本旅客鐵道.   [2019-02-09]. （原始内容存档于2019-03-28） （日语）.
11. ↑  . 東日本旅客鐵道.   [2019-02-09]. （原始内容存档于2019-03-28） （日语）.
12. ↑  . 東日本旅客鐵道.   [2019-02-09]. （原始内容存档于2019-03-28） （日语）.
13. ↑  . 東日本旅客鐵道.   [2019-02-09]. （原始内容存档于2019-03-28） （日语）.
14. ↑  . 東日本旅客鐵道.   [2019-02-09]. （原始内容存档于2019-03-28） （日语）.
15. ↑  . 東日本旅客鐵道.   [2019-02-09]. （原始内容存档于2019-03-28） （日语）.
16. ↑  . 東日本旅客鐵道.   [2019-02-09]. （原始内容存档于2019-03-23） （日语）.
17. ↑  . 東日本旅客鐵道.   [2019-02-09]. （原始内容存档于2019-03-28） （日语）.
18. ↑  . 東日本旅客鐵道.   [2019-02-09]. （原始内容存档于2019-03-21） （日语）.
19. ↑  . 東日本旅客鐵道.   [2019-07-18]. （原始内容存档于2019-07-05） （日语）.

## 外部連結
- 車站資訊（陸前高砂）：東日本旅客鐵道（日語）